# Azerbaiyán Entero
Azerbaiyán Entero (en azerí: Bütöv Azərbaycan) es el concepto irredentista de unir los territorios habitados por azeríes en la República de Azerbaiyán.

## Historia
La idea de "Azerbaiyán entero" fue formulada por Piruz Dilanchi en 1991 y definida en 1992 por el presidente azerbaiyano Abulfaz Elchibey (1992-93). En 1991, Dilanchi fundó la organización nacionalista SANLM y en 1997 Elchibey fundó la organización "Unión de Azerbaiyán Entero" (Bütöv Azərbaycan Birliyi). En 1998, Elchibey publicó su libro sobre la idea (llamado Bütöv Azərbaycan yolunda) en Turquía. Afirmó que las fronteras de Azerbaiyán deberían extenderse desde Derbent hasta el Golfo Pérsico. [cita requerida] y afirmaba que este era un territorio de presencia étnica histórica azerí. Propuso que Azerbaiyán tenía derecho a gobernarlo, bajo un sistema de gobierno propuesto llamado "Tierras azerbaiyanas unidas" (Birləşmiş Azərbaycan Yurdları). Después de su muerte en 2002, se publicó post mortem. Se opuso a la idea de un Azerbaiyán iraní separado e independiente.

## Iniciativas políticas
El término Azerbaiyán Entero continuó en iniciativas políticas que incluyen el SANLM (CAMAH) y el Partido Frente Popular por Azerbaiyán Entero,[cita requerida] que en las elecciones parlamentarias de noviembre de 2015 obtuvo uno de los 125 escaños de la Asamblea de Azerbaiyán.

## Límites
Aunque los límites de todo Azerbaiyán no están estrictamente definidos, algunos proponentes los describen como abarcando las siguientes áreas:[cita requerida]
- Azerbaiyán Meridional (Cənubi Azərbaycan) -  provincias de Azerbaiyán Oriental, Azerbaiyán Occidental, Ardabil y Zanjan
- Azerbaiyán Occidental (Qərbi Azərbaycan) -  la mayoría del territorio de Armenia
- Derbent (Dərbənd) -  Distrito Derbent, República de Daguestán
- Borchali (Borçalı) -  parte de la provincia Kvemo Kartli de Georgia